# New Island
New Island (Isla San Felipe ou Isla Nueva ou Isla de Goicoechea en espagnol) est une île de l’archipel des Malouines (en anglais, Falkland Islands; en espagnol, Islas Malvinas).

## Géographie
Elle est située au nord de l'île Beaver à 238 km de Port Stanley et mesure 13 km de long pour une largeur moyenne de 750 m. Son point culminant se trouve à 226 m.
L’île a une forme et un relief tourmenté avec une côte au Nord et à l’Ouest constituée de hautes falaises exposées au vent, alors que la côte Est moins élevée offre des rivages rocheux et quelques baies sablonneuses (Albatross Bay, Coffin’s Bay).
New Island est entourée de plusieurs îlots ; North Island et Saddle Island ont de hautes falaises, mais Ship Island et Cliff Knob Island sont plus basses. 
Longtemps utilisée comme base pour la chasse à la baleine, pour l'élevage des moutons et pour des tentatives occasionnelles d’exploitation du guano, New Island est l’une des plus belles îles de l'archipel des Malouines. 
Sa faune sauvage et sa flore sont l’une des plus diversifiées de la région. Une réserve naturelle, y a été établie en 1972.

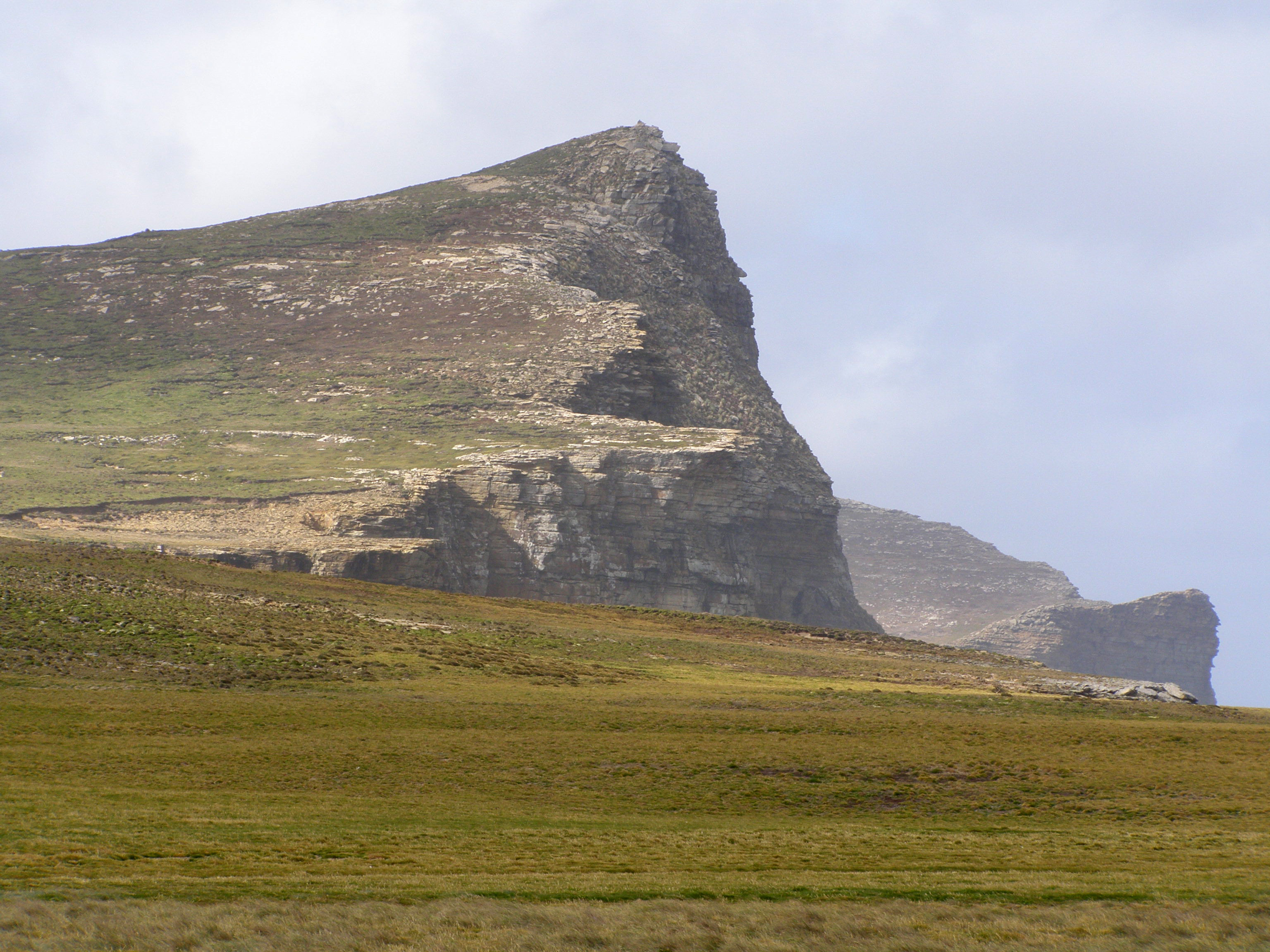
Point culminant de l’île.
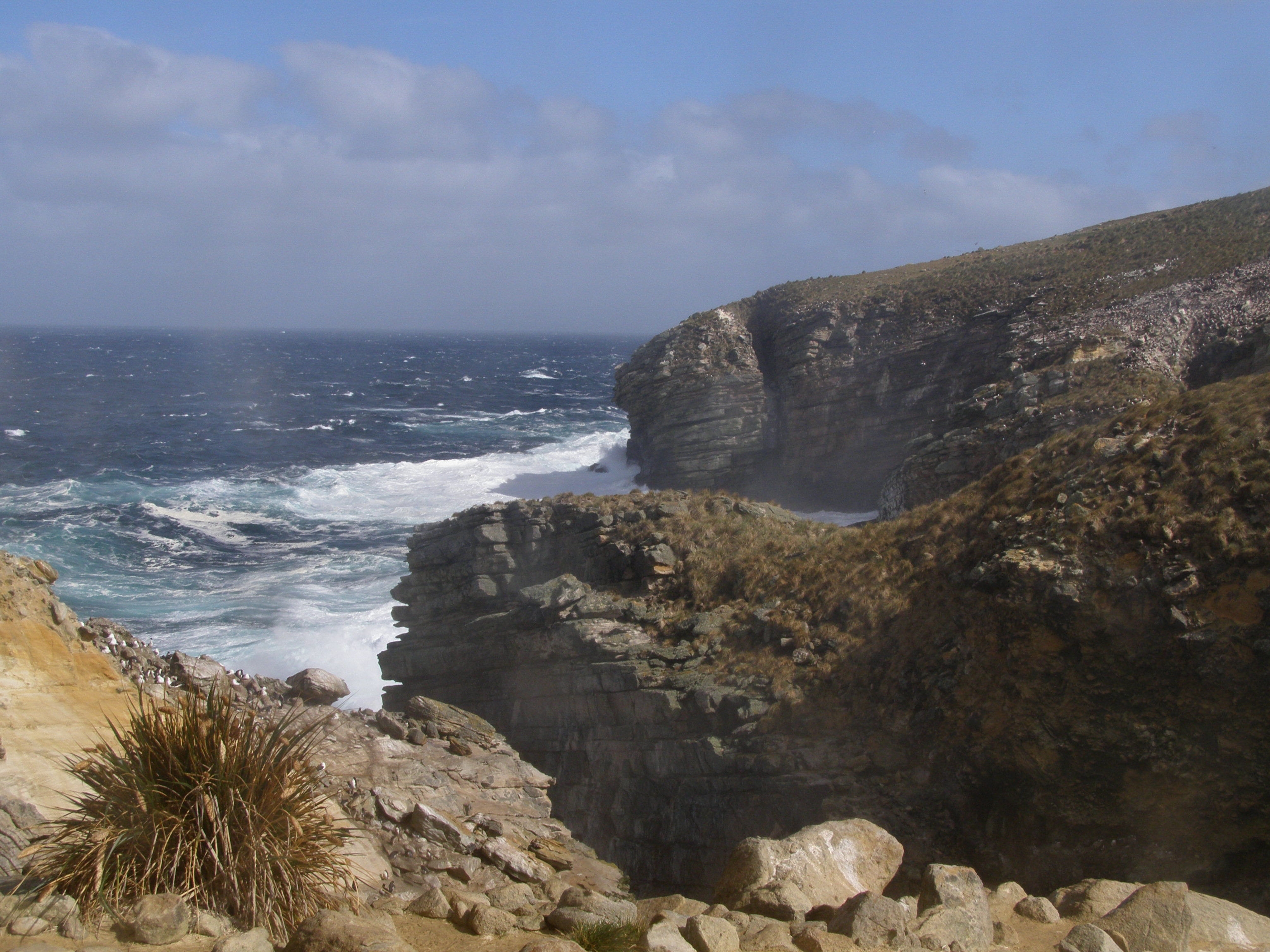
Paysage de la côte Ouest.

## Histoire
New Island fut l’une des toutes premières des Îles Malouines à avoir été colonisée par des baleiniers américains dès les années 1770. Les noms des îles voisines reflètent d'ailleurs la provenance de certains des premiers colons - dont de nombreux quakers - originaire des états de la Nouvelle-Angleterre. Sur l’île, deux noms de lieux « Coffin’s Harbour » et « Coffin’s Island », commémorent l’une de ces familles de colons originaire de Nantucket (Massachusetts. 
En 1813, le capitaine Charles H. Barnard de Nantucket, a été abandonné dans l'île avec son équipage. Ils y ont survécu pendant deux ans ayant construit un bâtiment en pierre, probablement incorporé ensuite dans la « maison Barnard », la construction la plus ancienne des Îles Malouines. Cet édifice est devenu en 2006 le musée de New Island.
En 1823, le célèbre navigateur britannique James Weddell, explorateur des eaux de l’Antarctique et chasseur de phoques a fait relâche dans l'île. Il y a fait des observations sur ses excellents mouillages,  la possibilité de s’y procurer aisément de la nourriture et de l’eau douce.
Sur la plage la plus fréquentée de New Island se trouve l’épave d'un navire phoquier, le « Protector III", qui a échoué en 1969.

## Zone protégée
Le groupe New Island a été identifié par BirdLife International comme une zone importante pour la conservation des oiseaux.
Depuis 1996 l'île est gérée par le « New Island Conservation Trust » qui en a acquis la propriété libre et entière en 2005. L’organisation se charge de récolter les fonds de généreux donateurs afin de permettre la conservation de l’île et de financer un centre de recherches sur la faune et la flore pour les équipes du monde entier.

## Faune et flore

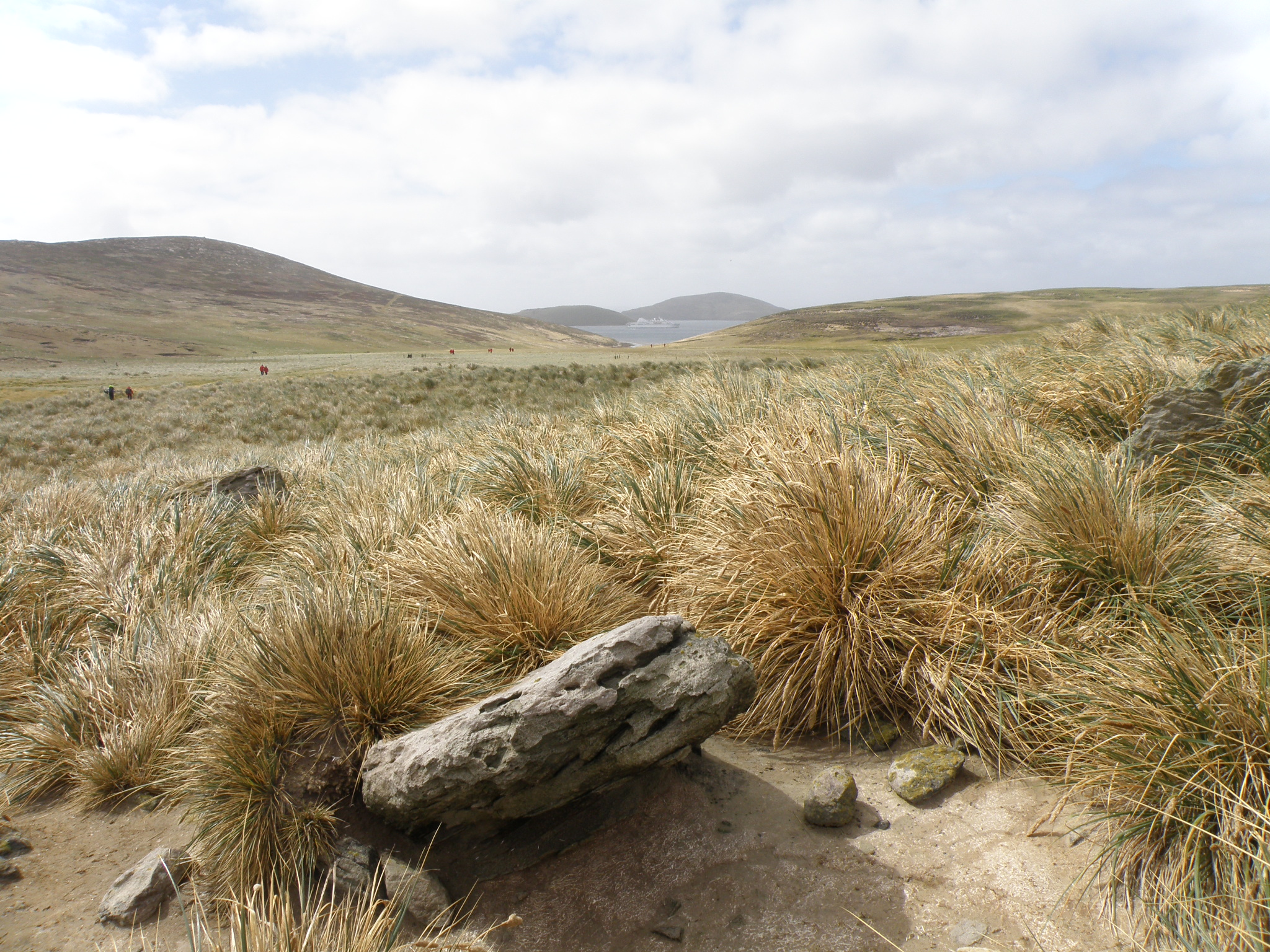
Le tussack.
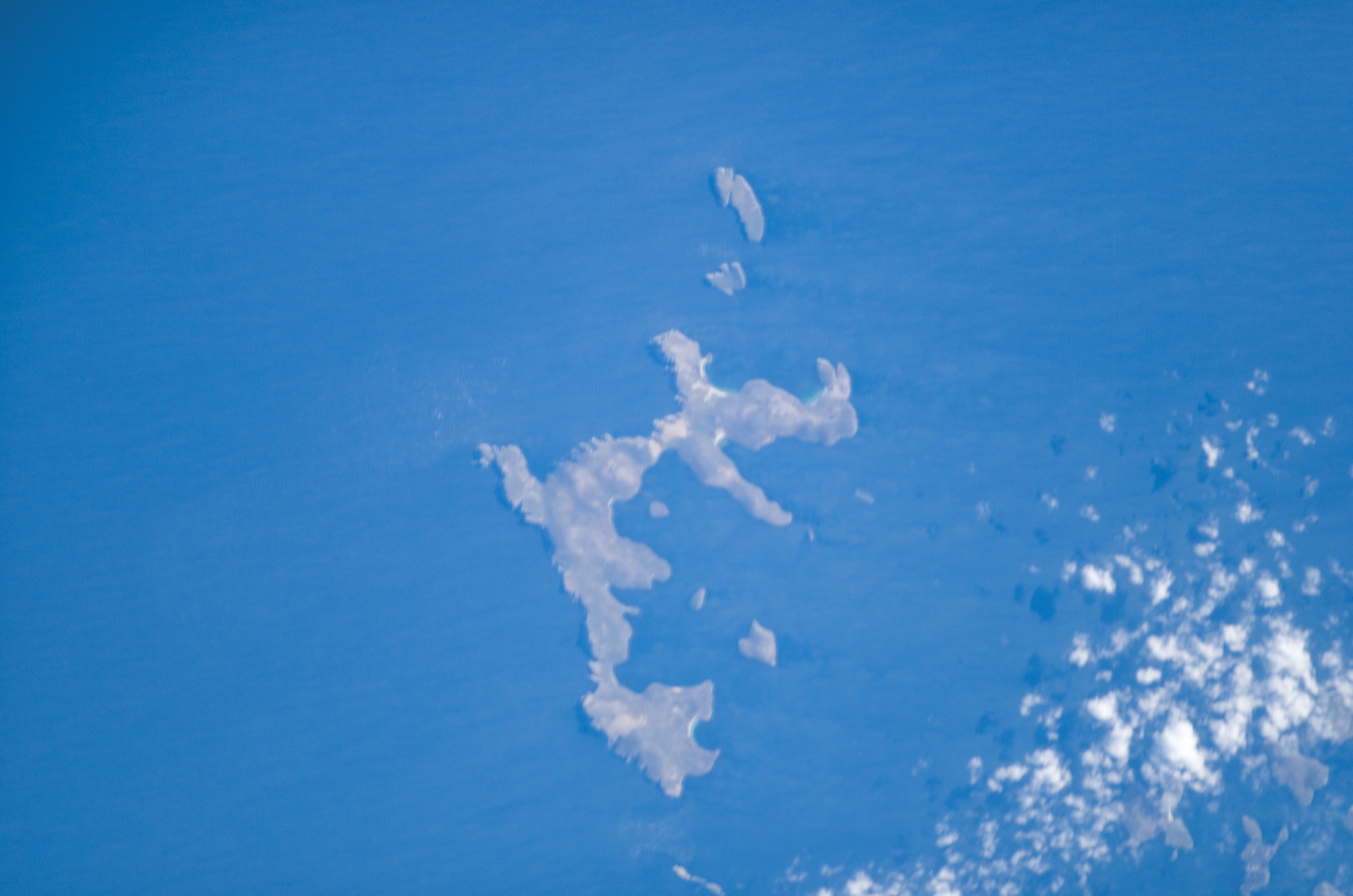
New Island vue de l'espace.
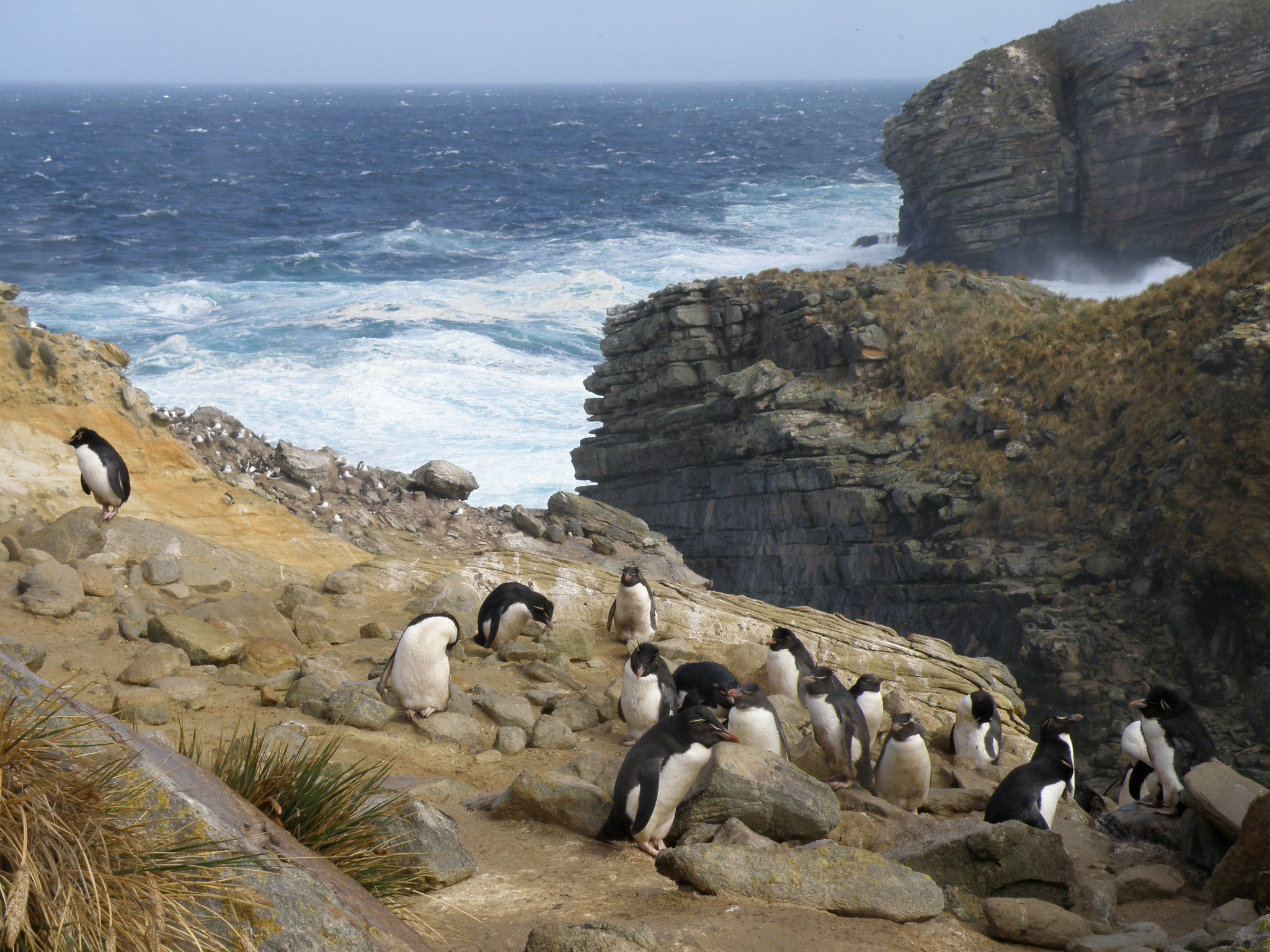
Il faut, du nid à la mer, gravir 50 m de falaise !

La faune est représentée par des mammifères de passage comme l’otarie à fourrure subantarctique, l’otarie à fourrure australe ou l’éléphant de mer austral.
De nombreux oiseaux nicheurs ou en transit peuvent y être observés : le prion de Belcher, le gorfou sauteur,  le manchot papou, le manchot de Magellan, le goéland de Scoresby, l’albatros à sourcils noirs, le labbe brun, le cormoran impérial, le caracara austral, l’ouette de Magellan, la sturnelle australe…
Depuis la disparition du loup des Falkland en 1876, il n’y a plus de mammifères autochtones, à part une population de lapins.
En ce qui concerne la végétation, l’île est en grande partie recouverte d’herbes poussant en touffes  caractéristiques des prairies humides des régions tempérées, le tussack. Il n’y a aucun arbre.